# Rozumowanie abdukcyjne
Rozumowanie abdukcyjne, abdukcja – pojęcie wywodzące się z filozofii Charlesa Peirce’a, stworzone dla oznaczenia procesu tworzenia wyjaśnień; jest procesem rozumowania, który dla pewnego zbioru faktów tworzy ich najbardziej prawdopodobne wyjaśnienia. Termin abdukcja jest czasem używany dla oznaczenia po prostu procesu tworzenia hipotez służących wyjaśnianiu obserwacji lub wniosków, ale definicja poprzednia jest bardziej rozpowszechniona tak w filozofii, jak i w informatyce. 
Dedukcja i abdukcja różnią się co do kierunku, w którym reguła „a pociąga b” jest używana do tworzenia wniosków - warunek końcowy i reguła są użyte do założenia, że warunek początkowy może wyjaśnić warunek końcowy. 
dedukcja: pozwala wyprowadzić b jako konsekwencję a: inaczej mówiąc, dedukcja jest procesem wyprowadzania wniosków z tego, co już jest wiadome. 
Dla przykładu. Jeśli wszystkie ptaki mają pióra, to skowronek też ma pióra.
abdukcja: pozwala wyprowadzić a jako wyjaśnienie dla b: abdukcja działa przeciwnie niż dedukcja, pozwalając wyprowadzić warunek wstępny a występujący w regule „a pociąga b” z wniosku b. Inaczej mówiąc, abdukcja jest procesem wyjaśniania tego, co jest nam już wiadome.
Dla przykładu. Jest kura, więc było jajko.